# 마크 이바니어
마크 이바니어(영어: Mark Ivanir, 1968년 9월 6일 ~ )는 이스라엘의 배우이다. 미국에서 활동한다.
체르니우치에서 태어났다.

## 출연 작품

### 영화
- 아이언 이글 2 (1988)
- 베를린-예루살렘 (1989, Berlin-Yerushalaim)
- 쉰들러 리스트 (1993) - 마르셀 골드버그 역
- 터미널 (2004)
- 미스터 & 미세스 스미스 (2005)
- When Do We Eat? (2005)
- The Cutter (2005)
- 언디스퓨티드 2 (2006)
- 굿 셰퍼드 (2006)
- 헌팅 파티 (2007)
- 할리우드 폭로전 (2008)
- 분라쿠 (2010년) - 에디 역
- 홀리 롤러스 (2010, Holy Rollers)
- 더 휴먼 리소스 매니저 (2010, שליחותו של הממונה על משאבי אנוש)
- 언디스퓨티드 3 (2010)
- 쟈니 잉글리쉬 2: 네버다이 (2011) - 카를렌코 역
- 틴틴: 유니콘호의 비밀 (2011) - 아프가 기지의 군인 역
- 360 (2011)
- 빅 미라클 (2012) - 디미트리 역
- 마지막 4중주 (2012) - 대니얼 러너 역
- Ghost Recon: Alpha (2012) - 단편
- 모스크바 탈출 (2012, Die vierte Macht) - 아슬란 역
- 목요일이었던 남자 (2016, The Man Who Was Thursday) - 잭 역
- 독일이여, 잘 있거라 (2017, Es war einmal in Deutschland...)
- 레드 씨 다이빙 리조트 (2018)
- 엔테베 작전 (2018) - 모타 구르 장군 역
- 카조니어 (2019) - 스토빅 역
- 하트 오브 스톤 (2023)
- 에밀리아 페레즈 (2024) - 와서맨 역

### 텔레비전
- Desire (2006)
- 터미네이터: 사라 코너 연대기 (2008)
- 로열 페인스 (2012-13)
- 뉴 포프 (2019)
- 메이어 오브 킹스타운 (2024)